# Oxylobium cordifolium
Oxylobium cordifolium är en ärtväxtart som beskrevs av Henry Charles Andrews. Oxylobium cordifolium ingår i släktet Oxylobium och familjen ärtväxter. Inga underarter finns listade i Catalogue of Life.